# Graikochóri
Graikochóri är en ort i Grekland.   Den ligger i prefekturen Thesprotia och regionen Epirus, i den västra delen av landet, 300 km nordväst om huvudstaden Aten. Graikochóri ligger 265 meter över havet och antalet invånare är 1 263.
Terrängen runt Graikochóri är huvudsakligen kuperad, men åt nordväst är den platt. Havet är nära Graikochóri åt sydväst. Runt Graikochóri är det ganska glesbefolkat, med 45 invånare per kvadratkilometer. Närmaste större samhälle är Igoumenitsa, 0,97 km nordväst om Graikochóri. 